# Io e gli orsi
Io e gli orsi (The Bears and I) è un film del 1974 diretto da Bernard McEveety e prodotto dalla Walt Disney Pictures.

## Trama
Bob Leslie, un reduce del Vietnam, si reca nella remota terra natale di un commilitone caduto per consegnare i suoi effetti personali al padre, un capo e sciamano indiano d'America. Egli rimane rapito dalla bellezza del luogo e decide di restarvi per un certo periodo allo scopo di ritrovare se stesso. Bob trova tre cuccioli d'orso orfani e se prende cura, col proposito d'insegnare loro ad essere indipendenti. Tuttavia, in questo processo si affeziona a loro sempre di più, cosa che lo fa tentennare nella sua determinazione a restituirli alla vita selvaggia.
Frattanto, la popolazione indigena rischia di essere sfrattata dal governo federale, che vuole costruire delle strutture turistiche nella zona in cui risiedono, dichiarata parco nazionale. Bob cerca diverse volte di parlare ai funzionari del parco in loro favore, ma la sua ignoranza della storia e dei costumi dei nativi lo mette in contrasto con la gente del suo amico. Alcuni mostrano un'evidente frustrazione, mentre altri resistono ai provvedimenti delle autorità minacciando violenze.
Mentre sale la tensione, un uomo rivolge la sua rabbia contro Bob e attacca la sua capanna e gli orsacchiotti, cosa che sviluppa un incendio nella foresta che mette in pericolo il parco e i suoi abitanti, sia umani che animali. La situazione si risolve quando gli uomini della tribù vengono nominati vice-ranger, ottenendo così il permesso di risiedere con le loro famiglie entro i confini del parco. Bob, avendo capito le ragioni che muovono il padre del suo amico (che aveva sempre criticato la sua velleità di sostituirsi alla madre dei cuccioli) e il pericolo a cui gli orsi sarebbero soggetti vivendo con gli esseri umani, comprende che deve allontanarli da sé.

## Distribuzione
Il film uscì nelle sale il 31 luglio 1974.. Incassò circa quattro milioni di dollari tra Stati Uniti e Canada.
In Italia il film non uscì nelle sale ma fu trasmesso in televisione su Rai Uno il 18 luglio 1993.